# Pólicles

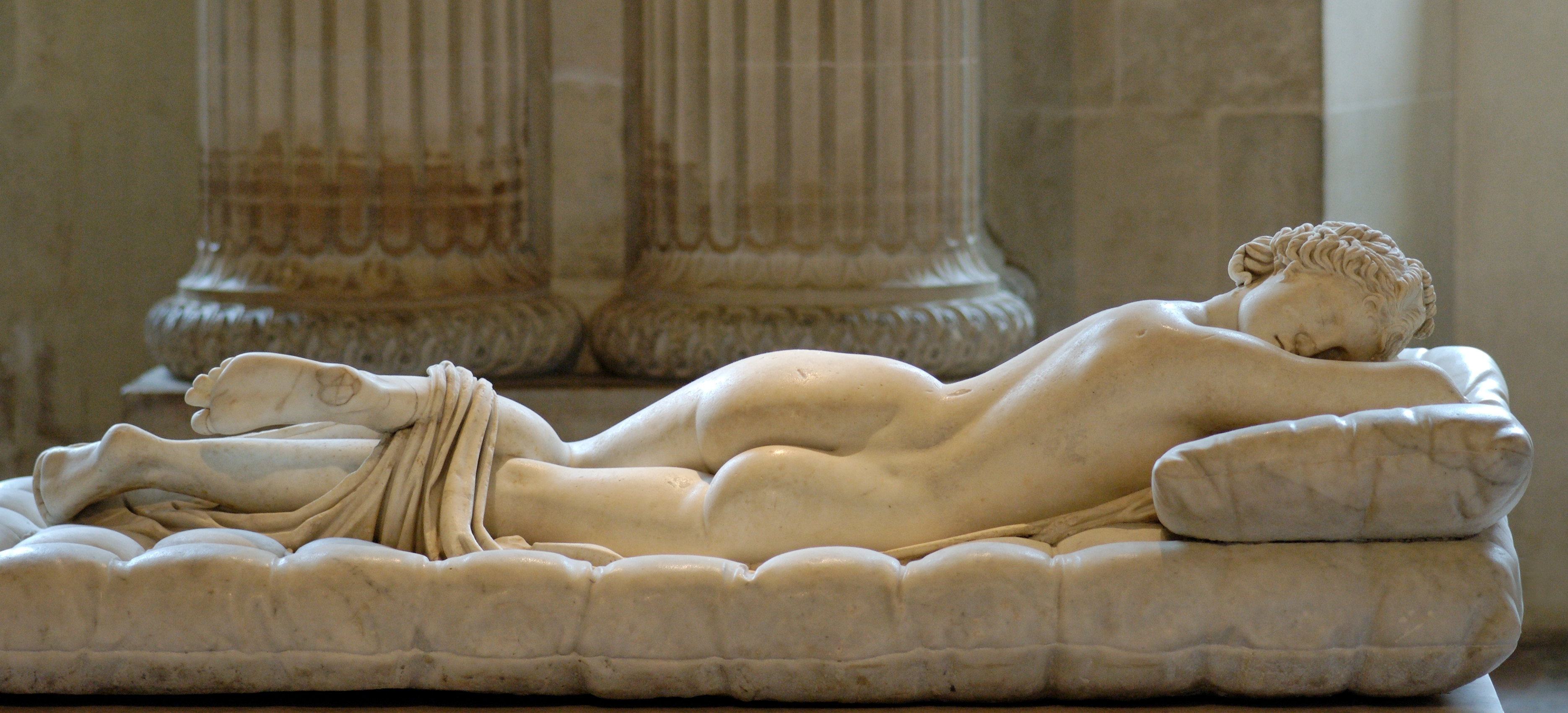
O Hermafrodito Borghese

Policles (Polycles) foi um escultor da Grécia Antiga, ativo durante o Helenismo no século II a.C. É citado por Plínio em sua Naturalis Historia, e a ele se atribui uma Juno e um Hermafrodito, que sobrevive em cópias posteriores, das quais é célebre o Hermafrodito Borghese.